# Красний Яр (Малопургинський район)
Красний Яр (рос. Красный Яр, удм. Красный Яр) — присілок в Малопургинському районі Удмуртії, Росія.

## Населення
Населення — 2 особи (2010; 1 в 2002).
Національний склад станом на 2002 рік:
- росіяни — 100 %